# Reubensandwich

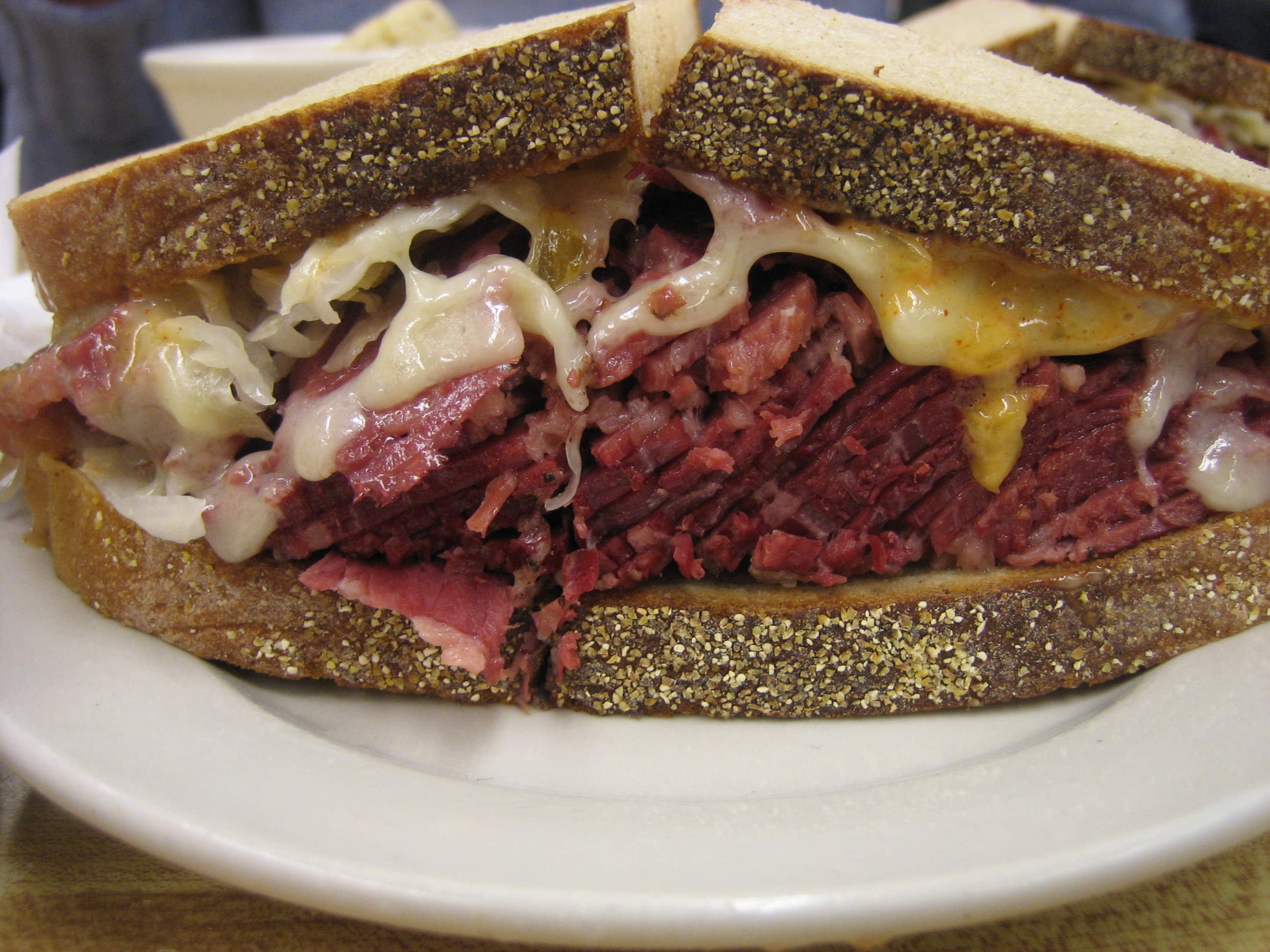
Reubensandwich.

Reubensandwich (engelska Reuben sandwich) är en amerikansk grillad dubbelsmörgås som görs med corned beef, surkål, schweizerost och dressing på rågbröd. Smörgåsen rostas eller bryns på båda sidor tills brödet blivit gyllene och krispigt och osten har smält. Den serveras varmt, vanligtvis tillsammans med pommes frites eller potatischips och stavar av ättiksgurka vid sidan.
Reubensandwich finns vida utspridd i Nordamerika och serveras på de flesta matställen som erbjuder smörgåsar. Den tros vara den mest sålda smörgåsen i USA. Sandwichen förknippas med judisk matkultur och säljs i de flesta judiska delikatessbutiker (engelska: delicatessen eller delis). Eftersom den innehåller både kött och en mejeriprodukt räknas den dock inte som kosher och äts därför inte av ortodoxa judar. Reubensandwich kallas ibland bara Reuben i vardagligt språk.

## Innehåll
En Reubensandwich består av ett tjockt lager med tunt skurna skivor av corned beef som toppas med schweizerost, surkål och russian-dressing alternativt Thousand Island-dressing mellan två skivor av rågbröd, som sedan antingen rostas på en grill eller i ugnen eller bryns med smör i en stekpanna tills brödet har fått fin färg och osten har smält. Det läggs ibland något tungt över smörgåsen för att pressa ihop innehållet. Den delas ofta på mitten och serveras med inlagd gurka.

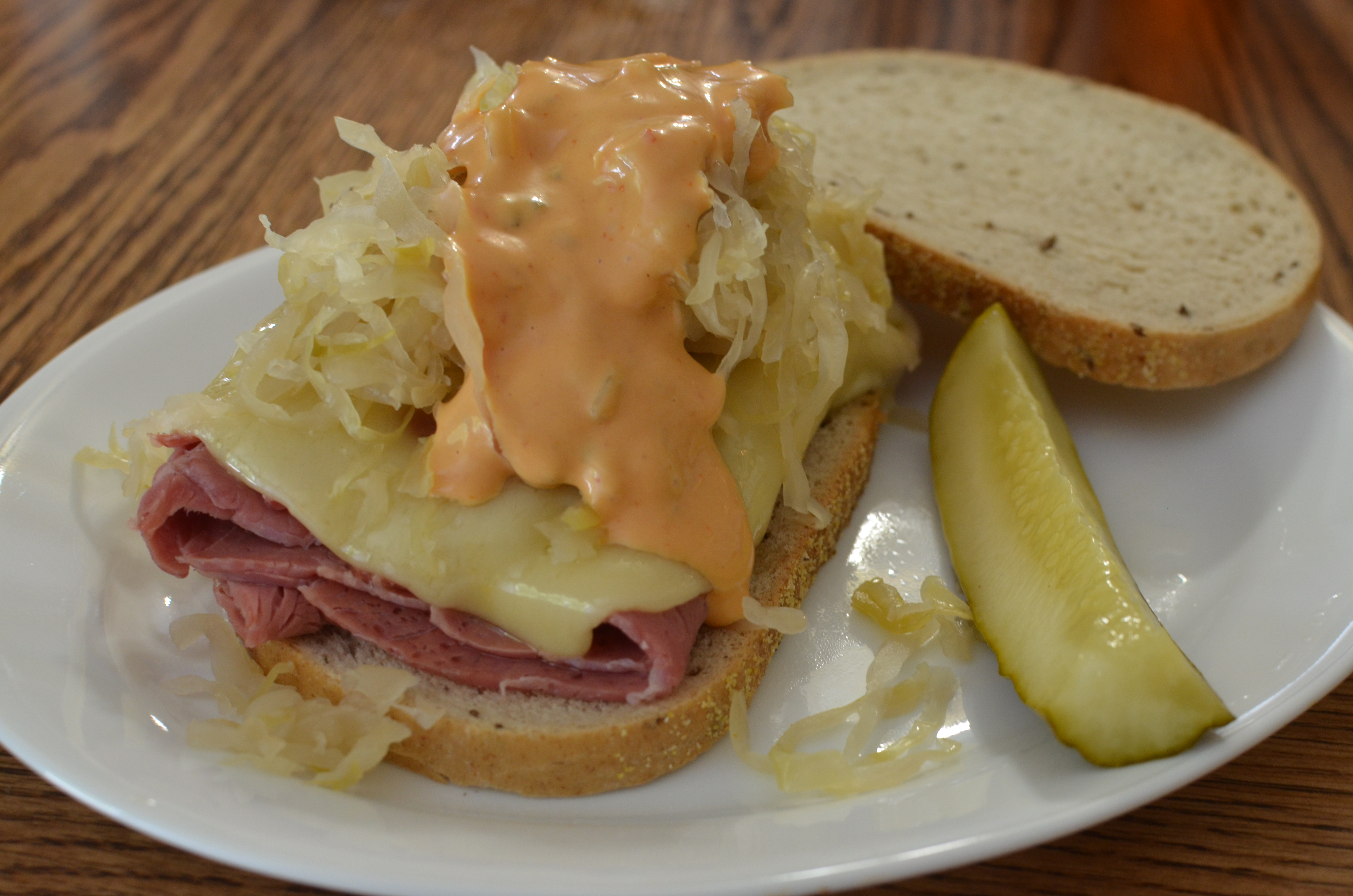
Reubensandwich.

Corned beef är rimsaltad bringa av nöt. Köttet rimmas i saltlake med bland annat kryddor och natriumnitrit som ger köttet en rosa färg. Efter rimningen kokas köttet och sedan skärs i tunna skivor.
I sandwichen används schweizerost. Termen avser ostar i schweizisk still, som emmentaler och Gruyère, som inte nödvändigtvist behöver vara tillverkad i Schweiz utan kan ha producerats var som helst. Osten läggs under eller över surkålen.
Dressingen som används i sandwichen är russian-dressing alternativ Thousand Island-dressing. Det är amerikanska majonnäsbaserade dressingar med ketchup eller chilisås, liknande den svenska Rhode Island-dressingen. Russian-dressing dessutom innehåller bland annat Worcestershiresås, riven pepparrot och citronjuice. I Thousand Island-dressing ingår dessutom bland annat Worcestershiresås, Bostongurka och citronjuice, alternativt vinäger.

## Historia
Det finns två berättelser om Reubensandwichens ursprung. Den ena pekar ut staden Omaha i Nebraska och den andra New York City som den plats där sandwichen uppfanns.
Det mest troliga är att Reubensandwich, med det vanliga innehållet, uppfanns i Omaha på 1920-talet. En grupp människor brukade samlas på Blackstone Hotel en gång i veckan och spela poker. De brukade göra egna smörgåsar medan de spelade. En kväll en av spelarna, Reuben Kulakofsky, en litauiskfödd judisk specerihandlare, gjorde en sandwich med corned beef, surkål, emmentalerost och russian-dressing mellan två skivor rågbröd. Hotellets ägare, Charles Schimmel, som var bland deltagarna, smakade på sandwichen och blev så förtjust att han satte den på hotellets meny under namnet Reuben sandwich.
I en annan version av historien bad Kulakofsky om en sandwich med corned beef och surkål. Hotellägarens son, som arbetade i hotellets kök, adderade schweizerost och Thousand Island-dressing och lade det mellan rågbröd.
Med tiden blev Reuben sandwich känd i staden och dess berömmelse spred sig sedan till resten av landet när en tidigare servitris på hotellet, Fern Snider, vann 1956 års nationella smörgåsidétävling (engelska: National Sandwich Idea Contest) med receptet. I Omaha firas den 14 mars som Reubensandwichens dag.
Enligt den andra berättelsen om Reubensandwichens ursprung uppfanns den 1914 på Manhattans Reuben Delicatessen av dess judiska ägare, Arnold Reuben. En dag ville skådespelerskan Annette Seelos ha något nytt att äta och Reuben gjorde en sandwich till henne, som han kallade Reubens special. Reubens dotter minns att han staplade en bit skinka, stekt kalkon och importerad schweizisk ost, toppad med coleslaw och massor av russian-dressing mellan två rågbrödsskivor.

## Varianter (urval)
I olika delar av USA och Kanada finns det olika versioner av Reubensandwich. I de flesta av dem ersätts corned beef av andra typer av kött eller fisk. Ett urval av varianter:
- Montreal Reuben: görs med varmrökt corned beef.[1]
- Walleye Reuben: görs med gösfisk, vanlig i Minnesota och Ohio.[1]
- Grouper Reuben: görs med havsabborre, ibland med coleslaw istället för surkål, vanlig i Florida.[1]
- Reubenvårrulle: är en friterad vårrulle fylld med de traditionella ingredienserna i Reubensandwich, serveras med Thousand Island-dressing som mellanmål eller aptitretare.[1]
- Rachelsandwich: görs med pastrami och coleslaw.[1]
- Georgia Reuben: görs med kalkonkött.[1]
- California Reuben: görs med kalkonkött.[1]
- Michigan Reuben: görs med kalkonkött och barbecuesås eller fransk dressing.[1]

En liknande sandwich är corned beef sandwich, kallad salt beef sandwich i Storbritannien, som består av bara corned beef mellan två brödskivor och traditionellt serveras med senap och inlagd gurka vid sidan.

## Bilder

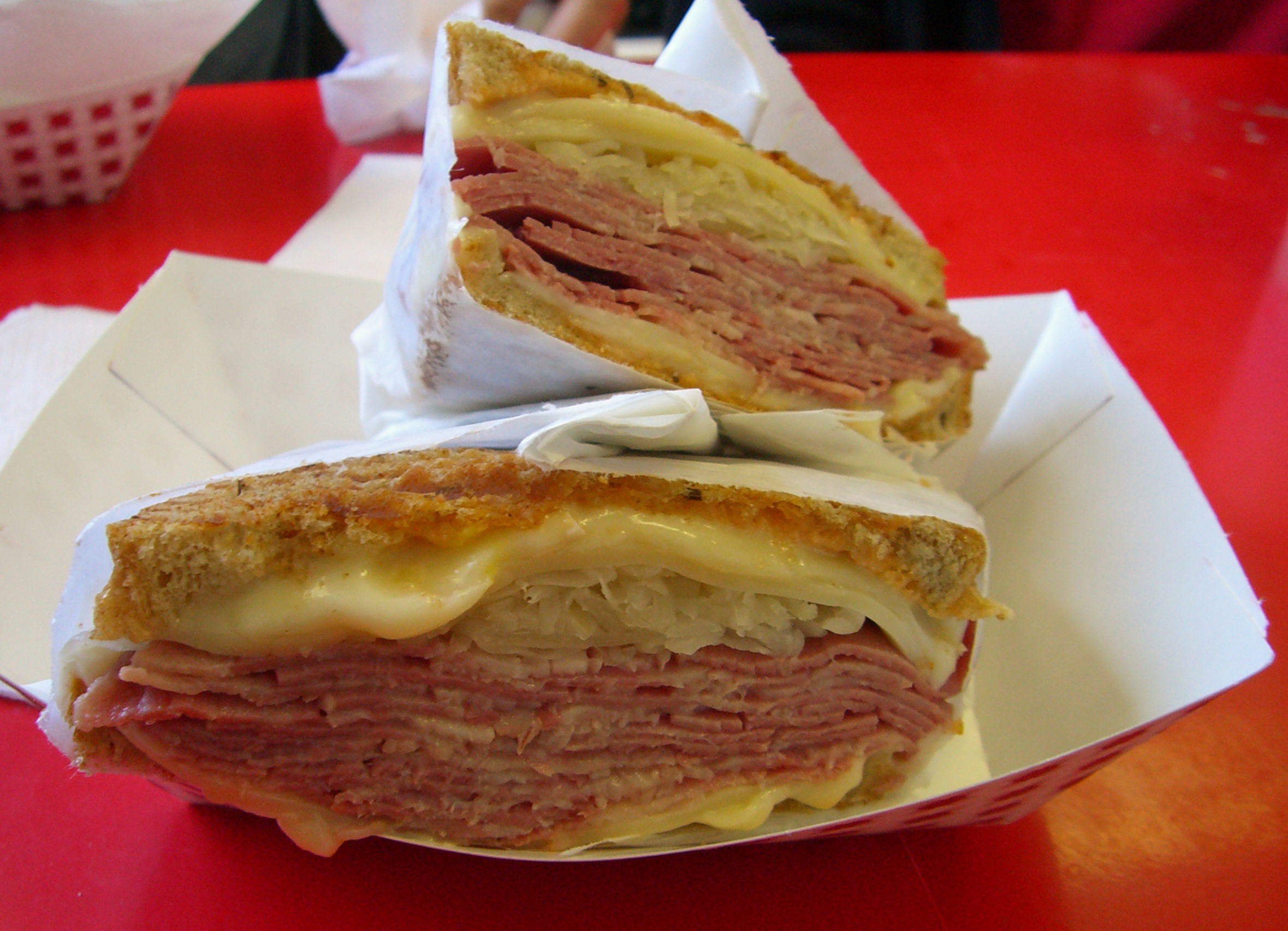
Reubensandwich
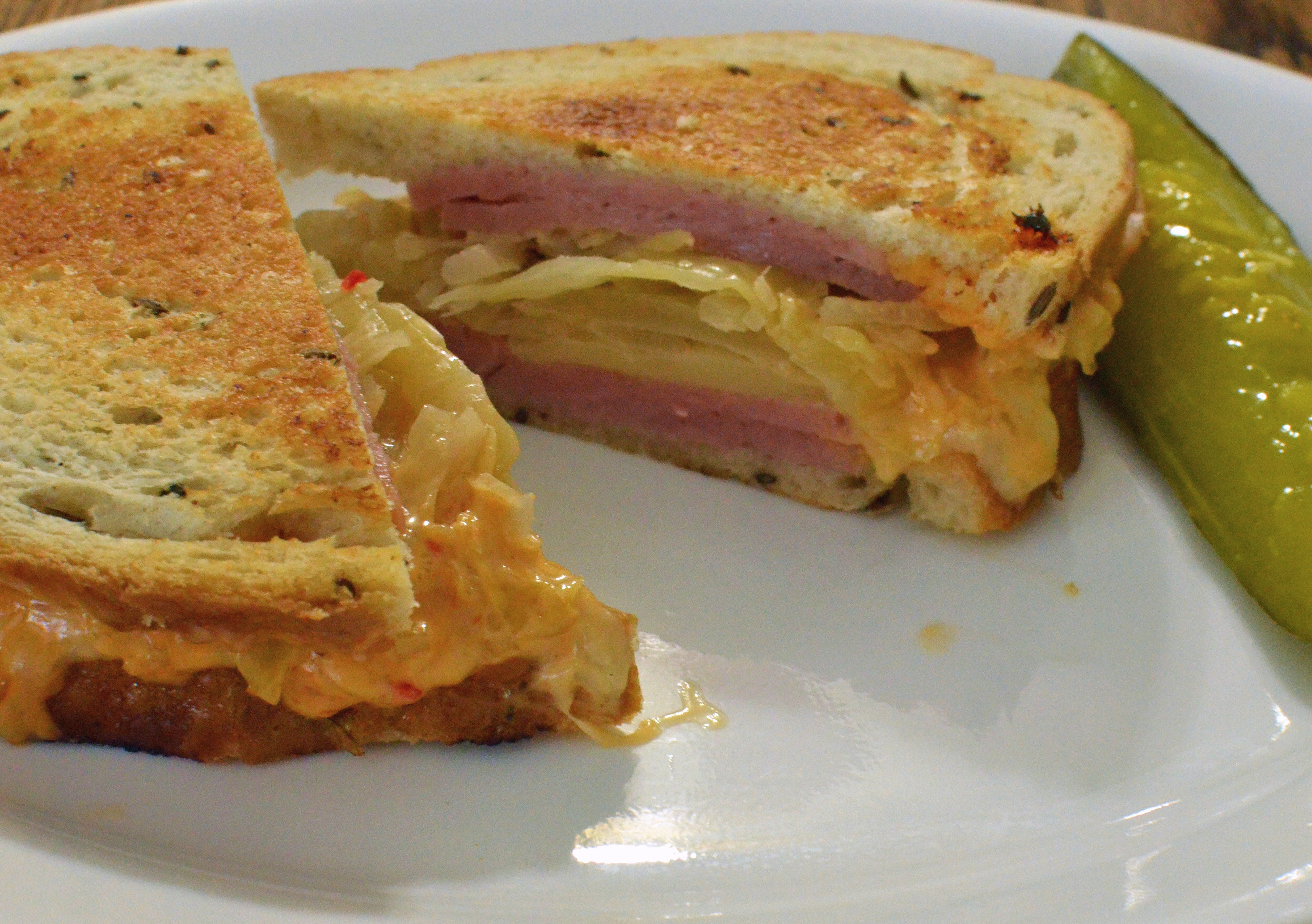
Reubensandwich med spam.
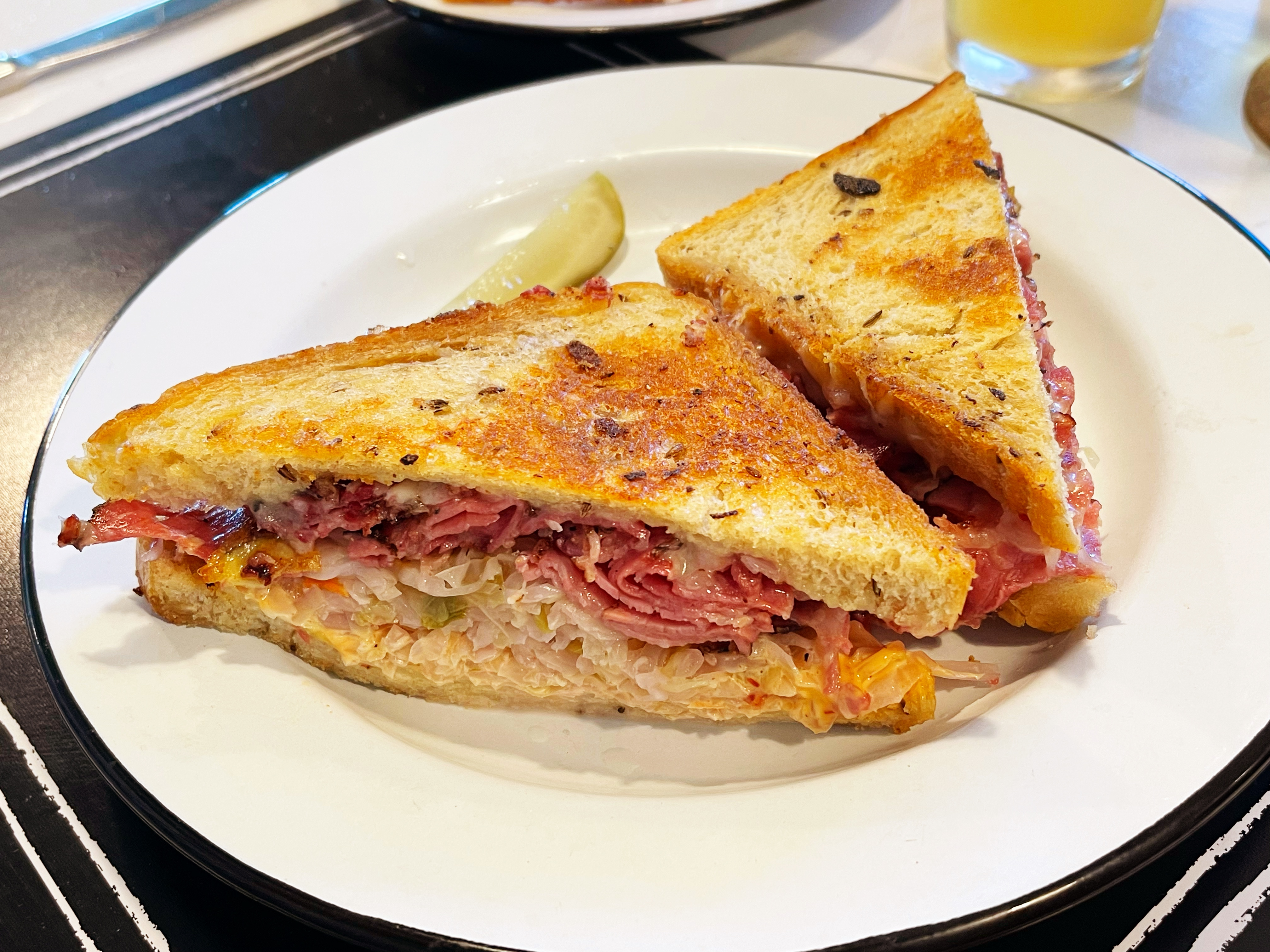
Reubensandwich
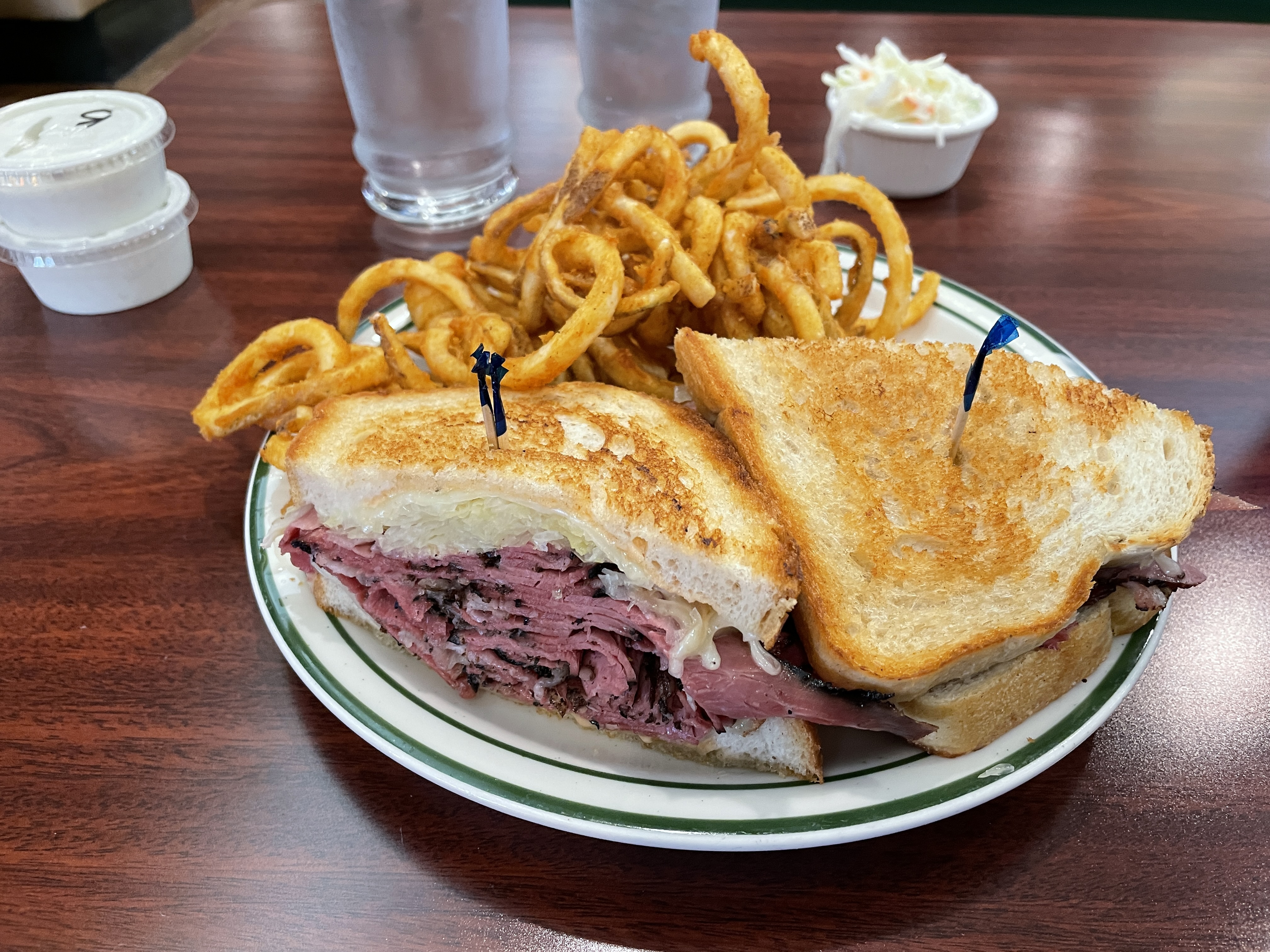
Rachelsandwich med pastrami.